# Coccophagus comperei
Coccophagus comperei är en stekelart som beskrevs av Mercet 1932. Coccophagus comperei ingår i släktet Coccophagus och familjen växtlussteklar.
Artens utbredningsområde är:
- Niger.
- Spanien.

Inga underarter finns listade i Catalogue of Life.